# Pabu (lune)
Pour les articles homonymes, voir Pabu (homonymie).
Pabu, officiellement désigné comme (66652) Borasisi I Pabu, est un objet transneptunien (cubewano) et un satellite naturel en orbite autour de (66652) Borasisi.

## Description
Il a été découvert le 23 avril 2003 par Keith S. Noll, Denise C. Stephens, Dale Cruikshank, William M. Grundy, W. Romanishin et S. Tegler à l'aide du télescope spatial Hubble. Sa taille est d'environ 137 kilomètres, peu différente de celle de son primaire (166 kilomètres). L'orbite des objets de ce couple est par ailleurs très elliptique, atteignant une excentricité de 0,47.